# Cremnomys cutchicus
Cremnomys cutchicus es una especie de roedor de la familia Muridae.

## Distribución geográfica
Se encuentra sólo en India.